# Europacup I hockey mannen 1980
De 7de Europacup I hockey 1980 voor mannen werd gehouden in Barcelona. Het deelnemersveld bestond uit 8 teams. Slough HC won deze editie door in de finale HC Klein Zwitserland te verslaan.

## Uitslag poules

### Poule A
| Team                  | Gespeeld | G | G | V | DV | DT | DS  | Pnt |
| --------------------- | -------- | - | - | - | -- | -- | --- | --- |
| HC Klein Zwitserland  | 2        | 2 | 0 | 0 | 17 | 3  | +14 | 4   |
| Racing Club de France | 2        | 1 | 0 | 1 | 6  | 12 | -6  | 2   |
| AHTC Wien             | 2        | 0 | 0 | 2 | 2  | 10 | -8  | 0   |

Uitslagen
- HCKZ - Racing 11-2
- HCKZ - AHTC 6-1
- Racing - AHTC 4-1

### Poule B
| Team           | Gespeeld | G | G | V | DV | DT | DS | Pnt |
| -------------- | -------- | - | - | - | -- | -- | -- | --- |
| Slough HC      | 2        | 1 | 1 | 0 | 5  | 1  | +4 | 3   |
| Club Egara     | 2        | 1 | 1 | 0 | 4  | 1  | +3 | 3   |
| Basler HC 1911 | 2        | 0 | 0 | 2 | 0  | 7  | -7 | 0   |

Uitslagen
- Basler - Egara 0-3
- Basler - Slough 0-4
- Egara - Slough 1-1

### Poule C
| Team               | Gespeeld | G | G | V | DV | DT | DS | Pnt |
| ------------------ | -------- | - | - | - | -- | -- | -- | --- |
| TG Frankenthal     | 2        | 2 | 0 | 0 | 8  | 1  | +7 | 4   |
| Royal Léopold Club | 2        | 1 | 0 | 1 | 6  | 4  | +2 | 2   |
| Rock Gunners HC    | 2        | 0 | 0 | 2 | 2  | 11 | -9 | 0   |

Uitslagen
- Rock Gunners - Frankenthal 0-6
- Rock Gunners - Léopold 2-5
- Frankenthal - Léopold 2-1

### Poule D
| Team              | Gespeeld | G | G | V | DV | DT | DS | Pnt |
| ----------------- | -------- | - | - | - | -- | -- | -- | --- |
| Real Club de Polo | 2        | 1 | 1 | 0 | 5  | 1  | +4 | 3   |
| Dinamo Alma Ata   | 2        | 1 | 1 | 0 | 4  | 0  | +4 | 3   |
| Edinburgh HC      | 2        | 0 | 0 | 2 | 1  | 9  | -8 | 0   |

Uitslagen
- Edinburgh - Polo 1-5
- Edinburgh - Dinamo 0-4
- Polo - Dinamo 0-0

## Kruisfinales

### Groepswinnaars
- Klein Zwitserland - Frankenthal 5-1
- Slough - Polo 2-1

### Runner-ups
- Racing - Léopold 3-2
- Egara - Dinamo 1-3

### Verliezers
- AHTC - Rock Gunners 0-2
- Basler - Edinburg 0-3

## Finales

#### Finale
- Klein Zwitserland - Slough HC 0-1

#### 3de plaats
- Frankenthal - RC de Polo 0-1

#### 5de plaats
- Racing - Dinamo 2-1

#### 7de plaats
- Leopold - Egara 3-2

#### 9de plaats
- Rock Gunners - Edinburgh 3-2

#### 11de plaats
- AHTC - Basler 4-1

## Einduitslag
1. Slough HC
2. HC Klein Zwitserland
3. Real Club de Polo
4. TG Frankenthal
5. Racing Club de France
6. Dinamo Alma Ata
7. Royal Léopold Club
8. Club Egara
9. Rock Gunners HC
10. Edinburgh HC
11. AHTC Wien
12. Basler HC 1911